# Alejandro Garnacho
Alejandro Garnacho Ferreyra (ur. 1 lipca 2004 w Madrycie) – argentyńsko-hiszpański piłkarz, grający na pozycji napastnika w angielskim klubie Manchester United oraz w reprezentacji Argentyny. Złoty medalista Copa América 2024.

## Kariera klubowa
Jest wychowankiem Atletico Madryt. W czasach juniorskich trenował także w Manchesterze United. W seniorskiej piłce zadebiutował 28 kwietnia 2022 roku w zremisowanym 1:1 meczu przeciwko Chelsea, zastępując w 91 minucie spotkania Anthony’ego Elangę. Swoją pierwszą bramkę w karierze strzelił 3 listopada 2022 roku w wygranym 0:1 meczu przeciwko Realowi Sociedad.

## Kariera reprezentacyjna
Wystąpił w pięciu meczach kadry U-20 reprezentacji Argentyny.
W reprezentacji Argentyny zadebiutował 15 czerwca 2023 roku w wygranym 2:0 meczu przeciwko reprezentacji Australii, zmieniając w 74 minucie spotkania Nicolása Gonzáleza.

## Statystyki kariery

### Klubowe
(aktualne na dzień 12 sierpnia 2025)
| Klub               | Sezon              | Liga               | Liga  | Liga   | Puchar kraju | Puchar kraju | Puchar ligi | Puchar ligi | Europa | Europa | Inne  | Inne   | Suma  | Suma   |
| Klub               | Sezon              | Liga               | Mecze | Bramki | Mecze        | Bramki       | Mecze       | Bramki      | Mecze  | Bramki | Mecze | Bramki | Mecze | Bramki |
| ------------------ | ------------------ | ------------------ | ----- | ------ | ------------ | ------------ | ----------- | ----------- | ------ | ------ | ----- | ------ | ----- | ------ |
| Manchester United  | 2021/22            | Premier League     | 2     | 0      | 0            | 0            | 0           | 0           | 0      | 0      | —     | —      | 2     | 0      |
| Manchester United  | 2022/23            | Premier League     | 19    | 3      | 4            | 1            | 5           | 0           | 6      | 1      | —     | —      | 34    | 5      |
| Manchester United  | 2023/24            | Premier League     | 36    | 7      | 6            | 1            | 2           | 1           | 6      | 1      | —     | —      | 50    | 10     |
| Manchester United  | 2024/25            | Premier League     | 36    | 6      | 3            | 0            | 3           | 3           | 15     | 1      | 1     | 1      | 58    | 11     |
| Manchester United  | 2025/26            | Premier League     | 0     | 0      | 0            | 0            | 0           | 0           | —      | —      | —     | —      | 0     | 0      |
| Łącznie w karierze | Łącznie w karierze | Łącznie w karierze | 93    | 16     | 13           | 2            | 10          | 4           | 27     | 3      | 1     | 1      | 144   | 26     |

## Sukcesy
Manchester United
- Puchar Anglii: 2023/2024
- Puchar Ligi Angielskiej: 2022/2023

Argentyna
- Copa América: 2024

Indywidualne:
- FIFA Puskás Award: 2024